# Orunmilá
Orunmila (w kubańskiej santerii również Orunla, Orula) – w  religii Jorubów oraz synkretycznych  religiach afrokubańskich i afrobrazylijskich bóstwo (orisza) mądrości. W santerii utożsamiany ze św. Franciszkiem. Orunmila jest strażnikiem tradycyjnej wyroczni ifá, dzięki której można dojrzeć przyszłość. Z kultem Orunmila bezpośrednio związana jest specjalna kasta kapłanów-wróżbitów, zwanych babalawo.